# Чемпионат мира по биатлону 1967
8-й чемпионат мира по биатлону прошёл в Альтенберге (ГДР) 16-18 февраля 1967 года.

## Индивидуальная гонка на 20 км
| Финишный протокол | Финишный протокол | Финишный протокол  | Финишный протокол  | Финишный протокол |
| Место             | Страна            | Спортсмен          | Время (отставание) | Промахи           |
| ----------------- | ----------------- | ------------------ | ------------------ | ----------------- |
| 1                 | СССР              | Виктор Маматов     | 1:18:34.1          | 6 (0+1+2+3)       |
| 2                 | Польша            | Станислав Шчепаняк | +10:47.2           | 5 (1+3+1+0)       |
| 3                 | Норвегия          | Йон Истад          | +11:29.6           | 12 (0+3+3+6)      |

## Эстафета 4×7,5 км
| Место | Страна   | Спортсмен                                                    | Время     | Промахи |
| ----- | -------- | ------------------------------------------------------------ | --------- | ------- |
| 1     | Норвегия | Йон Истад Рагнар Твейтен Ола Верхауг Олав Йордет             | 2:52:41.5 | ...     |
| 2     | СССР     | Александр Тихонов Виктор Маматов Ринат Сафин Николай Пузанов | +10:20.3  | ...     |
| 3     | Швеция   | Олле Петруссон Торе Эрикссон Холмфрид Олссон Стуре Олина     | +12:05.8  | ...     |

## Зачет медалей
| Место | Страна   | Золото | Серебро | Бронза | Общее число медалей |
| ----- | -------- | ------ | ------- | ------ | ------------------- |
| 1     | СССР     | 1      | 1       | 0      | 2                   |
| 2     | Норвегия | 1      | 0       | 1      | 2                   |
| 3     | Польша   | 0      | 1       | 0      | 1                   |
| 4     | Швеция   | 0      | 0       | 1      | 1                   |